# Porto di Cefalù
Il porto di Cefalù è uno scalo marittimo d'interesse regionale nella Città metropolitana di Palermo.
La struttura portuale, situata in località Presidiana ad est del centro abitato, è stato realizzato nel 1951, in sostituzione dello scalo "vecchio" già presente nel centro storico della cittadina normanna.
L'attività portuale, limitata dalla poca profondità dei fondali, è concentrata nel settore turistico e diportistico ed in quello peschereccio. I posti barca complessivi ammontano a 300 e sono assicurati i servizi di rifornimento carburante, alaggio ed ormeggio.
Le funzioni di polizia marittima sono esercitate dal locale ufficio della Guardia Costiera, dipendente dal comando circondariale della vicina Termini Imerese.
I servizi nautici sono esercitati dalla società Marina Yachting Cefalù.
È prevista l'attivazione di collegamenti giornalieri stagionali con le vicine Isole Eolie.